# بوسان كي تي سونيكبوم
بوسان كي تي سونيكبوم (هانغل: 부산 kt 소닉붐) هو فريق كرة سلة كوري جنوبي للمحترفين تأسس في سنة 1997 يقع مقره في بوسان. يلعب في الدوري الكوري لكرة السلة.

## الإنجازات

### المحلية

#### الدوري الكوري لكرة السلة
الفوز (1): 2010–11
الوصافة (1): 2009–10
المركز الثالث (2): 2006–07، 2011–12

## أبرز اللاعبين
من أبرز اللاعبين الذين لعبوا معه:
- أدونيس جوردان
- كم سانغ شك

## وصلات خارجية
- الموقع الرسمي